# پیشین‌زیستی نو
| ابردوران   | دوران  | دوره      | دیرینگی (میلیون سال) |
| ---------- | ------ | --------- | -------------------- |
| پیشین‌زیستی | نو     | ادیاکاران | ۶۳۵ - ۵۴۱            |
| پیشین‌زیستی | نو     | کریوژنین  | ۸۵۰ - ۶۳۵            |
| پیشین‌زیستی | نو     | تونین     | ۱۰۰۰ - ۸۵۰           |
| پیشین‌زیستی | میانه  | استنین    | ۱۲۰۰ - ۱۰۰۰          |
| پیشین‌زیستی | میانه  | اکتاسین   | ۱۴۰۰ - ۱۲۰۰          |
| پیشین‌زیستی | میانه  | کالیمین   | ۱۶۰۰ - ۱۴۰۰          |
| پیشین‌زیستی | دیرینه | استاترین  | ۱۸۰۰ - ۱۶۰۰          |
| پیشین‌زیستی | دیرینه | اوروسیرین | ۲۰۵۰ - ۱۸۰۰          |
| پیشین‌زیستی | دیرینه | ریاسین    | ۲۳۰۰ - ۲۰۵۰          |
| پیشین‌زیستی | دیرینه | سیدرین    | ۲۵۰۰ - ۲۳۰۰          |

پیشین‌زیستی نو (انگلیسی: Neoproterozoic) به اواخر اَبَردوران (ائون) پیشین‌زیستی گفته می‌شود. پیشین‌زیستی نو از ۱ میلیارد سال پیش تا ۵۴۱ میلیون سال پیش را دربرگرفته و شامل سه دوره زیر است:
- تونین (۱ میلیارد - ۸۵۰ میلیون سال پیش).
- کریوژنین (۸۵۰–۶۳۰ میلیون سال پیش).
- ادیاکاران (۶۳۵ تا ۵۴۱ میلیون سال پیش).

شدیدترین یخگیری ثبت شده در زمین‌شناسی، در دوره کریوژنین رخ داده است به طوری که صفحه‌های یخ به استوا نیز رسیده‌اند و ممکن است زمین گوی برفی شکل گرفته باشد.
نخستین فسیل‌های جانوران از دوره ادیاکاران یافته شده‌اند که شامل جانداران چندیاخته‌ای نیز می‌شوند.